# Ronaldinho
Ronaldo de Assís Moreira (Porto Alegre, 21 maart 1980), voetbalnaam Ronaldinho of Ronaldinho Gaúcho, is een Braziliaans voormalig profvoetballer die als aanvaller of aanvallende middenvelder speelde. Hij geldt als een van de beste spelers van zijn generatie. Hij werd uitgeroepen tot Wereldvoetballer van het Jaar in 2004 en 2005. Ronaldinho speelde in zijn thuisland voor Grêmio, Flamengo, Atlético Mineiro en Fluminense. Buiten Brazilië stond hij onder contract bij Paris Saint-Germain, FC Barcelona, AC Milan en Querétaro. Van 1999 tot en met 2013 was hij actief in het Braziliaans elftal, waarmee hij in 2002 wereldkampioen werd. In 1999 won hij met het Braziliaans elftal de Copa América en in 2005 de Confederations Cup. Zijn grootste successen als clubspeler beleefde hij bij FC Barcelona met onder meer het winnen van twee Spaanse landstitels en de UEFA Champions League. Met Paris Saint-Germain won hij de UEFA Intertoto Cup en met Atlético Mineiro de CONMEBOL Libertadores en de CONMEBOL Recopa. Hiermee is Ronaldinho een van de weinige spelers die zowel de UEFA Champions League als de CONMEBOL Libertadores wist te winnen. Ronaldinho is de enige speler ooit die het wereldkampioenschap, de Copa América, de Confederations Cup, de UEFA Champions League, de CONMEBOL Libertadores en een Ballon d'Or wist te winnen.

## Clubcarrière

### Grêmio & Paris Saint-Germain
Ronaldinho begon zijn carrière bij Grêmio, waar hij een van de uitblinkers was. Toentertijd speelde hij in Brazilië onder de naam 'Ronaldinho Gaúcho', om verwarring met Ronaldo Nazário te voorkomen. Die droeg in het begin van zijn carrière de bijnaam 'Ronaldinho', wat 'kleine Ronaldo' betekent. In 2001 tekende Ronaldinho een contract bij de Franse club Paris Saint-Germain. Het contract van Ronaldinho bij Grêmio was weliswaar ten einde, maar aangezien het Bosmanarrest niet in Brazilië geldt, kon hij niet zonder vergoeding vertrekken. Grêmio eiste daarom circa 
drieëntwintig miljoen euro schadevergoeding, iets wat PSG aanvankelijk weigerde te betalen. Na tussenkomst van de FIFA werd de zaak geschikt en kon Ronaldinho spelen voor PSG. In 2003 wilde Ronaldinho vertrekken bij PSG. Uiteindelijk bleven Manchester United en FC Barcelona over. De goede band tussen Ronaldinho en Sandro Rosell, vicevoorzitter van FC Barcelona en voormalig directeur van Nike in Zuid-Amerika, was een belangrijke factor in de keuze voor FC Barcelona, dat circa achtentwintig miljoen euro voor hem betaalde.

### FC Barcelona

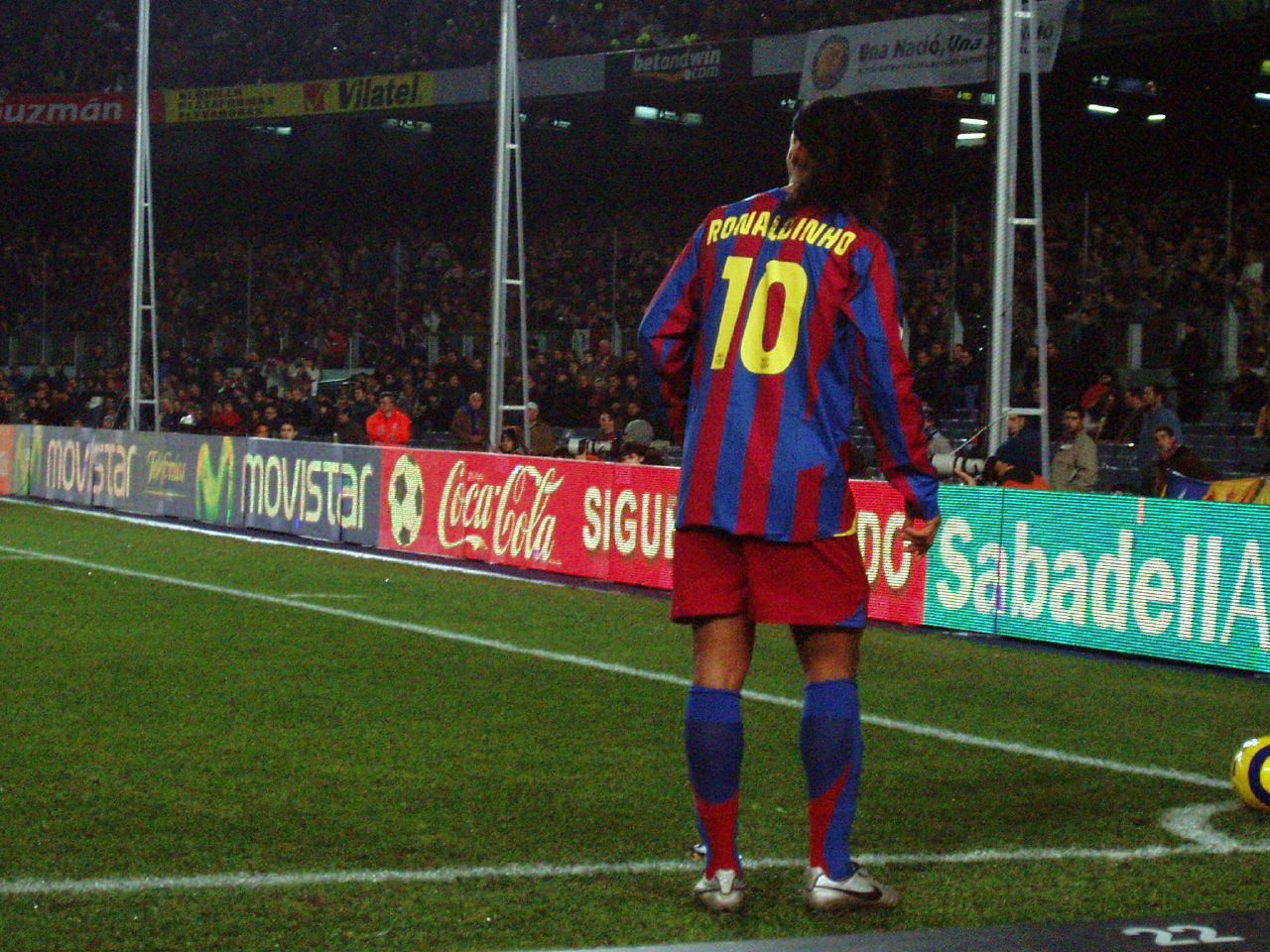

Hij debuteerde op 28 juli 2003 in de oefenwedstrijd met Juventus. Zijn eerste doelpunt volgde twee dagen later tegen AC Milan. Na een prijsloos eerste seizoen werd Ronaldinho in het seizoen 2004/05 landskampioen van Spanje met FC Barcelona. In augustus 2005 volgde de Supercopa. Op 26 oktober 2005 speelde Ronaldinho tegen Málaga CF zijn honderdste wedstrijd voor FC Barcelona, waarin hij een doelpunt in de 2–0 gewonnen wedstrijd scoorde. In 2006 won Ronaldinho de Spaanse titel en ten koste van Arsenal, de UEFA Champions League. Na het WK 2006 kwam hij terug met een vormcrisis. In het seizoen 2006/07 was dat niet te merken, hij speelde goed, alleen de prijzen kwamen er niet. In het daaropvolgende seizoen waren diverse blessures die de eerste helft van het seizoen met FC Barcelona verknoeiden. Zijn schijnbare overgewicht leverde Ronaldinho tijdens zijn laatste seizoen bovendien de bijnaam El Gordinho (De kleine dikke) op, hetgeen een verwijzing is naar El Gordo (El Gordinho verwijst naar zijn naam Ronaldinho dat kleine Ronaldo betekent), de bijnaam van Ronaldo. Op 16 juli 2008 tekende Ronaldinho een contract dat hem voor drie seizoenen verbond aan AC Milan. FC Barcelona ontving eenentwintig miljoen euro voor hem.

### AC Milan
Op 28 september 2008 maakte Ronaldinho zijn eerste doelpunt voor Milan, tegen stadsgenoot Internazionale De overstap van Ronaldinho naar Italië werd in het eerste seizoen niet wat de sterspeler en werkgever Milan er van hadden verwacht. Blessures speelden de Braziliaan parten en de hoofdtrainer Carlo Ancelotti gaf de voorkeur aan anderen. In zijn tweede seizoen kwam hij beter uit de verf, gaf vele assists en scoorde belangrijke doelpunten. Zo scoorde hij in beide wedstrijden met Juventus twee doelpunten en tegen Siena een hattrick. In de eerste seizoenshelft van zijn derde seizoen kwam hij nauwelijks in actie.

### Flamengo
In 2011 besloot Ronaldinho terug te keren naar Brazilië. AC Milan gaf toestemming om te onderhandelen met Grêmio en Flamengo, hoewel ook Palmeiras en Blackburn Rovers interesse hadden getoond. Volgens de Italianen diende Ronaldinho circa acht miljoen euro te kosten. Ronaldinho koos uiteindelijk voor Flamengo, die drie miljoen euro voor hem op tafel legden. Hij tekende bij zijn nieuwe club een contract voor drieënhalf jaar in ruil voor een salaris van honderddertigduizend euro per week. In zijn eerste seizoen won hij de Copa do Brasil, waar hij in de finale scoorde uit een vrije trap.

### Atlético Mineiro
In juni 2012 vertrok Ronaldinho transfervrij naar Atlético Mineiro en tekende een halfjarig contract, vier dagen na zijn vertrek bij Flamengo. Later tekende Ronaldinho bij en won met Atlético Mineiro in 2013 zowel de CONMEBOL Libertadores als de CONMEBOL Sudamericana in 2014. In 2013 werd ook nog het Campeonato Mineiro gewonnen.

### Querétaro
In september 2014 tekende Ronaldinho een tweejarig contract bij Querétaro. In zijn debuut voor deze club miste Ronaldinho een strafschop. Hij nam in juni 2015 reeds afscheid van de club.

### Fluminense
In juli 2015 tekende Ronaldinho een contract voor anderhalf jaar bij Fluminense, maar liet deze overeenkomst op 28 september 2015 in overleg met de club ontbinden. Ronaldinho speelde slechts negen wedstrijden in zijn periode bij Fluminense.

### Einde voetballoopbaan
Op 16 januari 2018 zette Ronaldinho definitief een punt achter zijn carrière.

## Clubstatistieken
| Seizoen         | Club                | Competitie       | Competitie | Competitie | Beker | Beker | Internationaal | Internationaal | Overig 1 | Overig 1 | Totaal | Totaal |
| Seizoen         | Club                | Competitie       | Wed.       | Dlp.       | Wed.  | Dlp.  | Wed.           | Dlp.           | Wed.     | Dlp.     | Wed.   | Dlp.   |
| --------------- | ------------------- | ---------------- | ---------- | ---------- | ----- | ----- | -------------- | -------------- | -------- | -------- | ------ | ------ |
| 1998            | Grêmio              | Série A          | 14         | 1          | 2     | 0     | 15             | 3              | 17       | 4        | 48     | 8      |
| 1999            | Grêmio              | Série A          | 17         | 6          | 3     | 0     | 4              | 2              | 24       | 15       | 48     | 23     |
| 2000            | Grêmio              | Série A          | 21         | 14         | 6     | 6     | —              | —              | 22       | 21       | 49     | 41     |
| Club totaal     | Club totaal         | Club totaal      | 52         | 21         | 11    | 6     | 19             | 5              | 63       | 40       | 145    | 72     |
| 2001/02         | Paris Saint-Germain | Ligue 1          | 28         | 9          | 6     | 2     | 14             | 2              | —        | —        | 48     | 13     |
| 2002/03         | Paris Saint-Germain | Ligue 1          | 27         | 8          | 7     | 3     | 4              | 1              | —        | —        | 38     | 12     |
| Club totaal     | Club totaal         | Club totaal      | 55         | 17         | 13    | 5     | 18             | 3              | 0        | 0        | 86     | 25     |
| 2003/04         | FC Barcelona        | Primera División | 32         | 15         | 6     | 3     | 7              | 4              | —        | —        | 45     | 22     |
| 2004/05         | FC Barcelona        | Primera División | 35         | 9          | 0     | 0     | 7              | 4              | —        | —        | 42     | 13     |
| 2005/06         | FC Barcelona        | Primera División | 29         | 17         | 2     | 1     | 12             | 7              | 2        | 1        | 45     | 26     |
| 2006/07         | FC Barcelona        | Primera División | 32         | 21         | 4     | 0     | 11             | 3              | 2        | 0        | 49     | 24     |
| 2007/08         | FC Barcelona        | Primera División | 17         | 8          | 1     | 0     | 8              | 1              | —        | —        | 26     | 9      |
| Club totaal     | Club totaal         | Club totaal      | 145        | 70         | 13    | 4     | 45             | 19             | 4        | 1        | 207    | 94     |
| 2008/09         | AC Milan            | Serie A          | 29         | 8          | 1     | 0     | 6              | 2              | —        | —        | 36     | 10     |
| 2009/10         | AC Milan            | Serie A          | 36         | 12         | 0     | 0     | 7              | 3              | —        | —        | 43     | 15     |
| 2010/11         | AC Milan            | Serie A          | 11         | 0          | 0     | 0     | 5              | 1              | —        | —        | 16     | 1      |
| Club totaal     | Club totaal         | Club totaal      | 76         | 20         | 1     | 0     | 18             | 6              | 0        | 0        | 95     | 26     |
| 2011            | Flamengo            | Série A          | 31         | 14         | 5     | 1     | 3              | 2              | 13       | 4        | 52     | 21     |
| 2012            | Flamengo            | Série A          | 2          | 1          | 0     | 0     | 8              | 2              | 10       | 4        | 20     | 7      |
| Club totaal     | Club totaal         | Club totaal      | 33         | 15         | 5     | 1     | 11             | 4              | 23       | 8        | 72     | 28     |
| 2012            | Atlético Mineiro    | Série A          | 32         | 9          | 0     | 0     | —              | —              | —        | —        | 32     | 9      |
| 2013            | Atlético Mineiro    | Série A          | 14         | 7          | 2     | 0     | 14             | 4              | 8        | 6        | 38     | 17     |
| 2014            | Atlético Mineiro    | Série A          | 2          | 0          | 0     | 0     | 9              | 1              | 4        | 0        | 15     | 1      |
| Club totaal     | Club totaal         | Club totaal      | 48         | 16         | 2     | 0     | 23             | 5              | 12       | 6        | 85     | 27     |
| 2014/15         | Querétaro           | Primera División | 25         | 8          | 4     | 0     | —              | —              | —        | —        | 29     | 8      |
| Club totaal     | Club totaal         | Club totaal      | 25         | 8          | 4     | 0     | 0              | 0              | 0        | 0        | 29     | 8      |
| 2014/15         | Fluminense          | Série A          | 7          | 0          | 2     | 0     | —              | —              | —        | —        | 9      | 0      |
| Club totaal     | Club totaal         | Club totaal      | 7          | 0          | 2     | 0     | 0              | 0              | 0        | 0        | 9      | 0      |
| Carrière totaal | Carrière totaal     | Carrière totaal  | 441        | 167        | 51    | 16    | 134            | 42             | 102      | 55       | 728    | 280    |

## Interlandcarrière
Ronaldinho debuteerde op 26 juni 1999 tegen Letland voor Brazilië. Datzelfde jaar won hij met de Goddelijke Kanaries de Copa América. In 2002 werd Ronaldinho met het nationale elftal wereldkampioen tijdens het WK voetbal in Zuid-Korea en Japan. Zijn WK-doelpunt maakte hij tegen China vanuit een strafschop. In de kwartfinale tegen Engeland maakte Ronaldinho een doelpunt door een vrije trap van grote afstand achter doelman David Seaman te schieten. Het betekende de winnende treffer (2–1), nadat Ronaldinho eerder in de wedstrijd al de voorzet had gegeven voor de gelijkmaker van Rivaldo. In 2005 won Brazilië in Duitsland de Confederations Cup door in de finale aartsrivaal Argentinië met 4–1 te verslaan. Ronaldinho, die in de finale scoorde, kreeg als aanvoerder de trofee uitgereikt. Op het WK voetbal in Duitsland van 2006 werd hij met Brazilië in de kwartfinale met (1–0) verslagen door Frankrijk. Het betekende het einde van een teleurstellend toernooi voor zowel het Braziliaans elftal als Ronaldinho, die te maken had met een vormcrisis.
Ronaldinho kreeg in de lente van 2010 een tegenslag te verwerken binnen de nationale ploeg van Brazilië. Bondscoach Dunga selecteerde hem niet voor het team dat zou uitkomen op het wereldkampioenschap van 2010. Na dit WK werd Ronaldinho weer geselecteerd voor het nationale elftal en werd aanvoerder. Ronaldinho maakte in 2012 in de nadagen van zijn carrière nog kans om naar de Olympische Spelen te gaan. Hij werd door bondscoach Mano Menezes opgenomen in de voorselectie, maar ging niet naar Londen. Daarna speelde hij niet meer in het Braziliaanse elftal.

## Erelijst
| Competitie            |        |                  |        |        |
| Competitie            | Aantal | Jaren            |        |        |
| Grémio                | Grémio | Grémio           | Grémio | Grémio |
| --------------------- | ------ | ---------------- | ------ | ------ |
| Copa Sul              | 1x     | 1999             |        |        |
| Campeonato Gaúcho     | 1x     | 1999             |        |        |
| Paris Saint-Germain   |        |                  |        |        |
| UEFA Intertoto Cup    | 1x     | 2001             |        |        |
| FC Barcelona          |        |                  |        |        |
| UEFA Champions League | 1x     | 2005/06          |        |        |
| Primera División      | 2x     | 2004/05, 2005/06 |        |        |
| Supercopa de España   | 2x     | 2005, 2006       |        |        |
| AC Milan              |        |                  |        |        |
| Serie A               | 1x     | 2010/11          |        |        |
| Flamengo              |        |                  |        |        |
| Campeonato Carioca    | 1x     | 2011             |        |        |
| Atlético Mineiro      |        |                  |        |        |
| CONMEBOL Libertadores | 1x     | 2013             |        |        |
| CONMEBOL Recopa       | 1x     | 2014             |        |        |
| Campeonato Mineiro    | 1x     | 2013             |        |        |

| Competitie                                  | Winnaar           | Winnaar           | Runner-up         | Runner-up         | Derde             | Derde             |
| Competitie                                  | Aantal            | Jaren             | Aantal            | Jaren             | Aantal            | Jaren             |
| Brazilië onder 17                           | Brazilië onder 17 | Brazilië onder 17 | Brazilië onder 17 | Brazilië onder 17 | Brazilië onder 17 | Brazilië onder 17 |
| ------------------------------------------- | ----------------- | ----------------- | ----------------- | ----------------- | ----------------- | ----------------- |
| CONMEBOL Sul-Americano onder 17             | 1x                | 1997              |                   |                   |                   |                   |
| FIFA WK onder 17                            | 1x                | 1997              |                   |                   |                   |                   |
| Brazilië                                    |                   |                   |                   |                   |                   |                   |
| CONMEBOL Copa América                       | 1x                | 1999              |                   |                   |                   |                   |
| FIFA WK                                     | 1x                | 2002              |                   |                   |                   |                   |
| FIFA Confederations Cup                     | 1x                | 2005              |                   |                   |                   |                   |
| Brazilië onder 23                           |                   |                   |                   |                   |                   |                   |
| Torneio Pré-Olímpico Sul-Americano onder 23 | 1x                | 2000              |                   |                   |                   |                   |
| Olympische Zomerspelen                      |                   |                   |                   |                   | 1x                | 2008              |

### Persoonlijke prijzen
In 2005 werd Ronaldinho tot de beste Europese voetballer en (voor de tweede achtereenvolgende keer) tot de beste voetballer ter wereld gekozen. In 2006 werd hij derde in de verkiezing van Wereldvoetballer van het jaar achter de Italiaanse winnaar Fabio Cannavaro en de Fransman Zinédine Zidane. Ronaldinho werd in 2009 door het Britse tijdschrift World Soccer verkozen tot Voetballer van het Decennium. Ook won hij op 12 oktober van dat jaar de Golden Foot.

## Overig
Ronaldinho verloor zijn vader toen hij nog een kind was. Zijn vader verdronk nadat hij in het zwembad van zijn broer Roberto een hartaanval kreeg. Dat staat in zijn biografie Ronaldinho, de veroveraar geschreven door Jethro Soutar.
De naam Ronaldinho betekent "Kleine Ronaldo". Ronaldinho kreeg deze bijnaam omdat een paar jaar eerder de Braziliaanse speler Ronaldo Nazário doorbrak aan de wereldtop. Ronaldo werd in zijn begintijd overigens ook Ronaldinho genoemd om hem te onderscheiden van landgenoot Ronaldo Rodrigues de Jesus.
Ronaldinho heeft uit een inmiddels ontbonden huwelijk een zoon die in 2000 is geboren.
Ronaldinho verkreeg op 27 augustus 2007 ook de Spaanse nationaliteit. Hij behield daarnaast de Braziliaanse.
Ronaldinho heeft een eigen platenlabel: Tropa de Bruxo. Op dit label bracht hij in 2021 een muziekclip uit ter nagedachtenis aan zijn moeder. 

## Trivia
- Ronaldinho staat afgebeeld op het verpakkingsdoosje van de voetbalspellen FIFA 04, FIFA 06, FIFA 07, FIFA 08 en FIFA 09. Hij wordt in elk deel door een andere speler vergezeld: op FIFA 2004 door Thierry Henry en Alessandro Del Piero en op FIFA 06 tot FIFA 09 door Wayne Rooney. Ook staat hij afgebeeld op FIFA Street en FIFA Street 3.
- Ronaldinho staat op de FIFA 100, een lijst van de beste, nog levende voetbalspelers uit 2004.